# Ontex
Ontex település Franciaországban, Savoie megyében. Lakosainak száma 92 fő (2022. január 1.). Ontex Billième, La Chapelle-du-Mont-du-Chat, Jongieux, Lucey és Saint-Pierre-de-Curtille községekkel határos.

## Népesség
A település népességének változása:
| Lakosok száma | 90   | 95   | 103  | 105  | 106  | 106  | 107  | 99   | 92   |
|               | 2013 | 2015 | 2016 | 2017 | 2018 | 2019 | 2020 | 2021 | 2022 |